# Thomas Nelson
Thomas Nelson, Jr., född 26 december 1738 i Yorktown, Virginia, död 4 januari 1789 i Hanover County, Virginia, var en amerikansk politiker. Han var ledamot av kontinentalkongressen 1775–1777 och 1779 samt Virginias guvernör från 12 juni till 22 november 1781.
År 1761 utexaminerades Nelson från Universitetet i Cambridge. Under sin tid som ledamot av kontinentalkongressen var han med om att underteckna USA:s självständighetsförklaring. I amerikanska revolutionskriget tjänstgjorde han som befälhavare över Virginias styrkor 1777–1781.
Nelson valdes 1781 till guvernör men avgick senare samma år på grund av hälsoskäl. Belägringen av Yorktown inträffade under Nelsons ämbetsperiod som guvernör. Han deltog själv i striderna och förde befäl över Virginias milis.